# Paolo Fadda
Paolo Fadda (Villa San Pietro, 26 giugno 1950) è un politico italiano.

## Biografia

### Elezione a deputato
Alle elezioni politiche del 2006 viene eletto deputato della XV legislatura della Repubblica Italiana nella circoscrizione XXVI Sardegna. Venne rieletto anche alle elezioni del 2008 per la XVI legislatura. Nel 2013 è sottosegretario al Ministero della Salute nel Governo Letta. È stato più volte Consigliere regionale e assessore, sindaco di Villa San Pietro ed ex sindacalista CISL.